# 이온 통로 조절인자
이온 통로 조절인자(─通路 調節因子, 영어: ion channel modulator) 또는 통로 조절인자(通路 調節因子, 영어: channel modulator)는 이온 통로를 조절하는 약물의 한 유형이다. 이온 통로 조절인자는 이온 통로 차단제와 이온 통로 개방제를 포함한다.

## 직접 조절인자
이온 통로는 일반적으로 개폐 메커니즘과 작용하는 이온에 따라 분류된다. 이온 통로는 서로 다른 범주들 사이에 중복될 수 있다는 점에 유의해야 한다. 어떤 이온 통로는 여러 종류의 이온을 통과시키고 어떤 이온 통로는 다양한 메커니즘에 의해 개폐된다.
이온 통로 조절인자의 대상이 되는 이온 통로들의 예시는 다음과 같다.
전압 개폐 이온 통로
- 전압 개폐 칼슘 통로
- 전압 개폐 칼륨 통로
- 전압 개폐 나트륨 통로
- 전압 개폐 염소 이온 통로
- 일시적 수용체 전위차 통로

리간드 개폐 이온 통로
- 5-HT3 수용체
- GABAA 수용체
- 글루탐산 수용체
- 니코틴성 아세틸콜린 수용체

이 외에도 다른 메커니즘(예: 빛 개폐 이온 통로, 기계감각적 이온 통로)에 의해 개폐되는 이온 통로들도 있다. 이들 유형의 이온 통로들은 또한 약리학적으로 조절될 수 있다.

## 간접 조절인자
이온 통로는 간접적으로 조절될 수 있다. 예를 들어, G 단백질 연결 수용체(GPCR), G 단백질 연결 내부 정류 칼륨 통로(GIRK) 및 M 통로 같은 경우가 있다. 이온 통로는 또한 재흡수 억제제 및 모노아민 방출제에 의해 조절될 수 있다.

## 같이 보기
- 수용체 조절인자
- 효소 조절인자
- 재흡수 조절인자
- 방출 조절인자